# باشگاه فوتبال داینامو برست
اف‌سی داینامو برست (بلاروسی: ФК Дынама Брэст)) یک باشگاه فوتبال است که در شهر برست کشور بلاروس پایه‌گذاری شده است.